# Marshall Chess
Marshall Chess, né le 13 mars 1942 à Chicago, est un producteur et éditeur de musique américain. Il est le fils et le neveu de Leonard et Phil Chess, les deux fondateurs de Chess Records, le label indépendant basé à Chicago qui a enregistré un très grand nombre d'artistes de blues et de rock 'n' roll comme Muddy Waters, Howlin' Wolf, Little Walter, Bo Diddley, Sonny Boy Williamson II, Memphis Slim, John Lee Hooker, Rufus Thomas, Memphis Minnie, Elmore James, Willie Dixon, Chuck Berry, Etta James et Buddy Guy, entre autres.

## Le blues
Leonard Chess et son frère Phil sont deux émigrés juifs polonais qui achètent une part d'un label d'enregistrement appelé Aristocrat Records. Un an plus tard, le label est rebaptisé du nom de « Chess », nom américanisé de la famille. Il produit rapidement une liste d'artiste de blues considérée comme la plus grande collection du genre de l'histoire.
Marshall apprend tous les aspects du travail de production et d'enregistrement en travaillant pendant seize ans aux côtés des fondateurs de Chess Records, son père Leonard Chess et son oncle Phil qui accomplissent toutes les tâches de la gravure au chargement des camions.
À la fin des années 1960, Marshall lance son propre label Cadet Concept, une filiale de Chess Records. Il lance et produit Rotary Connection qui est un tremplin pour la carrière Minnie Riperton. Il produit également John Klemmer avec qui il sort l'album Blowin’ Gold, considéré comme le premier album de jazz fusion. Il produit également le groupe Black Merda.
Il importe et enregistre le premier succès américain par un groupe anglais, Pictures of Matchstick Men, de Status Quo.
En 1968, il produit les controversés albums de blues-psychédélique Electric Mud, de Muddy Waters, et The Howlin' Wolf Album, de Howlin' Wolf. Mais il restaure très vite sa popularité en produisant en 1969 l'album jam Fathers and Sons, avec Muddy Waters, Mike Bloomfield, Otis Spann, Paul Butterfield, Duck Dunn, Sam Lay et Buddy Miles.

## Rolling Stones Records
À son départ de Chess Records en 1970 après la mort de son père, Marshall est embauché comme président du label Rolling Stones Records, un label d'enregistrement pour le groupe de rock anglais qu'il connaissait déjà depuis le milieu des années 1960 quand le groupe collabora avec Chess Records pour enregistrer lors de leur tournée aux États-Unis. En 1977 Chess démissionne de Rolling Stones Records après avoir réalisé que trop de drogue, de sexe et de rock 'n' roll était compromettait sa santé et sa compagnie. Il fut remplacé par Earl McGrath sur le conseil de Ahmet Ertegün.
Chess a aussi produit trois films dans les années 1960 et 1970 : The Legend of Bo Diddley, Ladies and Gentlemen: The Rolling Stones, et Cocksucker Blues de Robert Frank.

## Depuis 1980
Durant les années 1980 et 1990, Marshall a produit des projets pour Sire Records, Island Records et Howdy Doody. Il a également été l'un des premiers producteurs de rap. Il a travaillé avec KRS-One pour le développement de livre audio Break The Chain, pour Marvel Comics.
En 1984, Marshall Chess commence un partenariat avec la fameuse compagnie de rock ARC Music, dont il est devenu un des membres phares en 1992.
En 1999 Chess fonde Czyz Records, avec son cousin Kevin. Le 21 septembre 1999 le premier enregistrement de Czyz Records fut l'album 2120 de Murali Coryell, nommé en l'honneur de Chess Records dont l'adresse était situé au 2120 South Michigan à Chicago,. Czyz (prononcer "Chez" ou "Chaz") était le nom de Leonard et Phil Chess avant qu'ils n'arrivent en Amérique.
En 2000, Marshall, son fils Jamar Chess, et Juan Carlos Barguil créent leur compagnie de musique latine Sunflower Entertainment Co., Inc. Sunflow est très vite devenu le leader de tous les genres de musique latine intépendante. Plus récemment, Jamar Chess a supervisé la signature du contrat de Vakero , le 1er artiste de hip-hop dominicain, qui a cumulé plus de 1,8 million de vues sur YouTube.
En 2004, il participe à un projet appelé Godfathers and Sons dirigé par Marc Levin pour la série de documentaires The Blues, produite par Martin Scorsese. Dans ce film, Marshall produit une version hip-hop du standard du blues Mannish Boy avec les rappeurs Chuck D et Common accompagné des membres de l’orchestre de Electric Mud.
Marshall présente la Chess Records Hour sur Sirius Satellite Radio depuis 2007, trois fois par semaine il présente la musique et l'histoire de Chess Records. Il a aussi été le directeur musical de deux films, Cadillac Records en 2008 et Who Do You Love produit en 2008.

## Sources
- (en) Cet article est partiellement ou en totalité issu de l’article de Wikipédia en anglais intitulé « Marshall Chess » (voir la liste des auteurs).